# Calvaire (Confracourt, chemin de Vauconcourt)
Le calvaire du chemin de Vauconcourt est un calvaire situé à Confracourt, en France.

## Localisation
Le calvaire est situé sur la commune de Confracourt, dans le département français de la Haute-Saône.

## Historique
L'édifice est classé au titre des monuments historiques en 1979.